# نزل ماجستيك (تونس)
نزل ماجستيك (بالفرنسية: Hôtel Majestic)‏ هو فندق شيد في 1912 وهو من طراز الفن الجديد، يقع في شارع باريس في قلب تونس العاصمة في تونس. هو فندق ذو 4 نجوم حاليا.

## التاريخ
بدأ بناء المبنى في 1912 وانتهت الأشغال في 1913، وذلك من قبل المهندس الفرنسي بول أوغوست بارون، وكان مالكه الأول رونيه كسراوي. 

بين نوفمبر 1942 ومايو 1943، استولت القوات الألمانية على الفندق وأصبح مقر قيادتها، ثم المقر الرئيسي للقوات الأمريكية بعد تحرير تونس أثناء الحرب العالمية الثانية. 

حتى السنوات 1960، كان الرئيس التونسي الحبيب بورقيبة يستقبل ضيوفه من الرؤساء والضيوف الرسميين في نزل ماجستيك.

## روابط خارجية
- الموقع الرسمي.